# Anywhere for You
«Anywhere for you» (с англ. — «За тобой куда угодно») — пятый сингл американской группы Backstreet Boys с одноимённого дебютного альбома. Позже эта песня вошла в дебютный альбом группы в США, «Backstreet Boys (US)», который содержал песни с первого и второго альбомов группы, изданных по всему миру.
Испанская версия песни под названием «Donde quieras yo iré» была позже записана в Цюрихе вместе с испанской версией «I’ll never break your heart». Вокальные партии были распределены также как и в оригинальной версии.

## Музыкальное видео
Видео было снято 11 января 1996 года на пляже в г. Майами, США. У клипа отсутствует сюжетная линия. Видео в основном сосредоточено на группе, исполняющей песню во время отдыха на пляже. Оно включает кадры на камнях у кромки воды и вечером у костра на пляже, а такжe игры в пляжный волейбол, катание на велосипедах.

## Хит парады
| Страна         | Высшая позиция |
| -------------- | -------------- |
| Австрия        | 7              |
| Бельгия        | 8              |
| Швеция         | 18             |
| Ирландия       | 16             |
| Швейцария      | 3              |
| Дания          | 7              |
| Германия       | 3              |
| Норвегия       | 15             |
| Великобритания | 4              |

## Список композиций
| Европа 1. Anywhere for you (LP version) - 4:40 2. I’ll never find someone like you - 4:23 3. Anywhere for you (spanish version) — «Donde quieras yo iré» - 4:50 4. Happy valentine (a special message to our fans) - 3:31 Великобритания, часть первая 1. Anywhere for you (LP version) - 4:40 2. I’ll never find someone like you - 4:23 3. Anywhere for you (spanish version) — «Donde quieras yo iré» - 4:50 Великобритания, часть вторая 1. Anywhere for you (LP version) - 4:40 2. Let’s have a party 3:49 3. We've got it goin' on (Amadin club mix) 6:33 | Азия 1. Anywhere for you - 4:40 2. I’ll never find someone like you - 4:23 3. We’ve got it goin' on (Marcus mix) - 6:36 4. Anywhere for you (spanish version) — «Donde quieras yo iré» - 4:50 Промо CD 1. Anywhere for you (edit) - 4:27 2. Anywhere for you (LP version) - 4:40 |